# NGC 7757
NGC 7757 é uma galáxia espiral (Sc) localizada na direcção da constelação de Pisces. Possui uma declinação de +04° 10' 17" e uma ascensão recta de 23 horas, 48 minutos e 45,5 segundos.
A galáxia NGC 7757 foi descoberta em 24 de Setembro de 1830 por John Herschel.